# Ronneby (Minnesota)
 (mai 2025).
Pour les articles homonymes, voir Ronneby (homonymie).
Ronneby est une census-designated place située dans le comté de Benton, dans l’État du Minnesota, aux États-Unis. Lors du recensement de 2020, elle comptait 71 habitants.